# Museu da Imagem e do Som de Cuiabá
 Inaugurado em 2006, o Museu da imagem e do Som de Cuiabá Lázaro Papazian - (MISC), abriga em seu acervo documentos fotográficos e sonoros que retratam a cidade em seu cotidiano desde 1910 até os dias atuais.
As imagens foram capturadas pelos fotógrafos Eurípedes Andreato – aproximadamente 8.000 fotos, Lázaro Papazian, foto Rubens e outros.  Além disso, o museu dispõe de grande quantidade de discos em vinil, fitas de vídeo VHF e fitas cassete, acervo que permite conhecer a Cuiabá de todos os tempos.
Localizado no centro histórico da capital, o museu ocupa uma das construções mais significativas da cidade, o sobrado do Alferes Joaquim Moura, onde também foi residência de Rafael Verlangieri por várias décadas. Fica localizado na rua Voluntários da Pátria, nº 75,  esquina com a rua 7 de Setembro. O espaço funciona das 09 às 17 horas e é gerenciado pela Secretaria de Cultura, realizando, oficinas diversas, mostras e exposições dentre outras atividades.
R. Voluntários da Pátria, 79 - Centro, Cuiabá - MT, CEP:78005-180